# Ravenna (Oscar Wilde)
Ravenna (anche nel titolo originale) è una poesia che Oscar Wilde compose nel marzo del 1877 e pubblicò nel 1878, la quale, oltre ad aver vinto un importante premio al college universitario, è anche la prima opera di rilievo dell'autore.

## Storia
Oscar Wilde nella primavera del 1877 si trovava in Italia in vacanza, fra le altre città visitò Ravenna e la sua entrata in città, avvenuta in sella ad un cavallo, gli ispirò una poesia a essa dedicata, descrivendo le sue impressioni. In seguito la utilizzò per partecipare al concorso Newdigate, che vinse grazie a questo componimento. Alla fine la poesia venne dedicata ad una ragazza, Julia Constance Fletcher, anch'essa scrittrice, e nella proclamazione a George Fleming (in realtà la stessa scrittrice, perché Fleming era lo pseudonimo usato dalla Fletcher).

## Diffusione
La poesia venne recitata il 26 giugno 1878 allo Sheldonian Theatre.

## Trama
La poesia, divisa in sette parti, narra l'incontro di una persona (lo stesso Wilde) con la città, iniziando dai ricordi del paese che visitò un anno prima e terminando con un saluto alla città dove Dante dorme e che Byron ha amato così tanto.